# Rhynchospora prenteloupiana
Rhynchospora prenteloupiana är en halvgräsart som beskrevs av Johann Otto Boeckeler. Rhynchospora prenteloupiana ingår i släktet småag, och familjen halvgräs. Inga underarter finns listade i Catalogue of Life.